# 阿斯伯里 (明尼蘇達州)
阿斯伯里（英語：Asbury）是位於美國明尼蘇達州契皮瓦縣的一個非建制地區。此地得名自美國循道衛理宗首任會督法蘭西斯·亞斯理（Francis Asbury）。

## 地理
阿斯伯里所處的海拔為高於海平面319米（即1047英呎），而該地所採用的時區為UTC-6，即北美中部時區（CST）。同時該地設有夏令時間，為UTC-6調快一小時，即UTC-5（CDT）。